# Doménový koš
Doménový koš (anglicky catch-all) je v informatice označení pro speciální e-mailovou adresu, do které jsou doručovány veškeré zprávy, které není možné v dané internetové doméně doručit, protože na cílovém poštovním serveru takový účet neexistuje. Je používán pro zachycení e-mailů, které by jinak nebyly doručeny například kvůli překlepu. V současné době (2015) velmi mnoho e-mailových služeb doménový koš nepodporuje, protože je zneužívána pro šíření SPAMu (spammer zasílá e-maily na vymyšlené uživatelské účty a poštovní schránku s doménovým košem tak zahltí).